# Бальбони, Валентино
Валентино Бальбони (итал. Valentino Balboni; род. 13 мая 1949, Казумаро, Эмилия-Романья) — бывший главный водитель-испытатель компании Lamborghini, итальянского производителя спортивных автомобилей. Вышел на пенсию в 2009 году из-за особенностей итальянского законодательства, после сорока лет работы в компании. Чтобы воздать ему должное по случаю его выхода на пенсию, Lamborghini назвала последнее дополнение к линии Gallardo LP550-2 «Валентино Бальбони».

## Биография
Бальбони начал работать на Lamborghini с 21 апреля 1968 года механиком-подмастерьем. В конце концов он лично попросил основателя компании Ферруччо Ламборгини тестировать новые машины. Вместе с Бобом Уоллесом они стали движущей тест-командой Lamborghini.
В 2008 году Бальбони был для компании как главным тестовым пилотом, так и послом. Он часто выступал на различных событиях Lamborghini, например, во время презентации новых моделей. В июле 2009 года Lamborghini объявила о специальном выпуске Гальярдо LP550-2 «Валентино Бальбони»
Хотя Бальбони официально покинул пост главного тест-пилота, в качестве консультанта он подписал двухлетний контракт с Lamborghini до 2010 года, с возможностью неоднократного продления.

## Средства массовой информации
Валентино Бальбони несколько раз выступал на телевидении в различных документальных фильмах, связанных с Lamborghini, таких как «Top Gear» и «Rides».